# Peter Glob
Peter Vilhelm Glob (Kalundborg, 20 de fevereiro de 1911 - 20 de julho de 1985), também conhecido como P. V. Glob, foi um arqueólogo dinamarquês que trabalhou como diretor geral de museus e antiguidades no estado da Dinamarca e também foi diretor do Museu Nacional de Copenhague. 
Glob foi mais conhecido por suas investigações sobre os corpos de turfeiras da Dinamarca, como Homem de Tollund e Homem de Grauballe - restos mumificados de pessoas da Idade do Ferro e Bronze encontradas preservadas em turfeiras. Seus trabalhos antropológicos incluem The Bog People: Iron Age Man Preserved; Denmark: An Archaeological History from the Stone Age to the Vikings; e Mound People: Danish Bronze-Age Man Preserved. 
Ele foi co-fundador do Instituto Escandinavo de Vandalismo Comparativo, uma instituição que estudou a história do grafite. Glob era filho do pintor dinamarquês Johannes Glob e pai do artista de cerâmica dinamarquês Lotte Glob, pintor Anders Glob, eletricista Martin Glob, costureira Henriette Glob e biólogo Elsebeth Glob. Sua investigação mais famosa foi a do Homem de Tollund. 
Glob também estava fortemente envolvido em arqueologia do Oriente Médio e liderou várias expedições científicas por lá. Eles foram descritos como algumas das maiores expedições científicas transfronteiriças da Dinamarca.